# Watson e lo squalo
Watson e lo squalo (Watson and the Shark) è un dipinto a olio realizzato del pittore statunitense John Singleton Copley.
Il dipinto ritrae il salvataggio di Brook Watson dall'attacco di uno squalo all'Avana, a Cuba. Copley, che al tempo viveva a Londra, dipinse tre versioni. La prima del 1778 è attualmente alla National Gallery of Art di Washington. La seconda replica del 1778 (delle stesse dimensioni), si trova al museo di belle arti di Boston, e una terza (più piccola), dipinta nel 1782 con una tendenza più verticale, è nell'istituto d'arte di Detroit.
Il dipinto si basa su un attacco che avvenne al porto dell'Avana, nel 1749. Brook Watson, allora un mozzo quattordicenne della Royal Consort, fu attaccato da uno squalo e perse la sua gamba destra, e non venne salvato fino al terzo tentativo, che è ritratto nel dipinto. Watson, venticinque anni dopo l'evento, commissionò il quadro a Copley. Watson in futuro divenne il presidente della Lloyd's di Londra, un membro del Parlamento e un lord sindaco di Londra.

## Storia

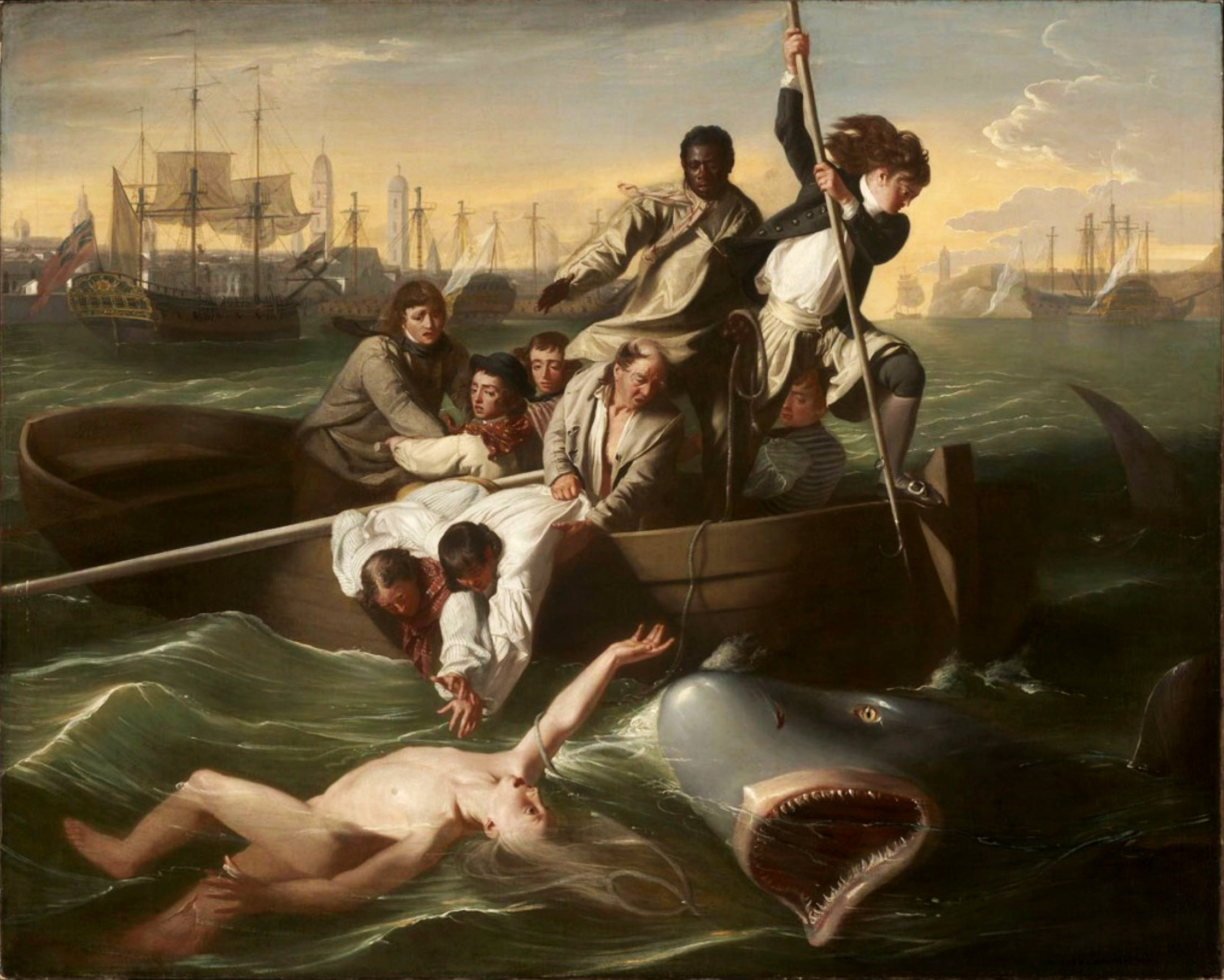
La seconda versione, conservata a Boston.

Copley e Brook Watson divennero amici dopo l'arrivo dell'artista statunitense a Londra nel 1774. Watson gli commissionò la creazione di un dipinto dell'evento del 1749 e Copley creò tre versioni. Questa fu la prima di una serie di dipinti storici di grandi dimensioni sui quali Copley si concentrò dopo essersi stabilito a Londra. 
Il quadro venne esposto all'accademia reale nel 1778. Alla sua morte nel 1807, Watson lasciò in eredità la tela al Christ's Hospital, sperando che si rivelasse "un insegnamento molto utile per la gioventù". Nel settembre del 1819 il comitato degli elemosinieri della scuola votò per accettare il quadro e porlo nella sua aula magna. In seguito la scuola si trasferì a Horsham, nel Sussex, e il quadro venne appeso nella mensa. Nel 1963, il quadro venne venduto alla National Gallery of Art di Washington.
Copley creò per sé stesso una replica delle stesse dimensioni nel 1788. Venne ereditata da suo figlio, e poi passò attraverso varie collezioni inglesi e statunitensi finché non fu donata nel 1889 al museo di belle arti bostoniano. Nel 1782, Copley dipinse una terza versione più piccola della tela, con un formato verticale e che estende la vista del cielo soprastante. Il suo primo proprietario fu Noël Desenfans. Venne acquistata nel 1946 dall'istituto d'arte di Detroit.

## Descrizione

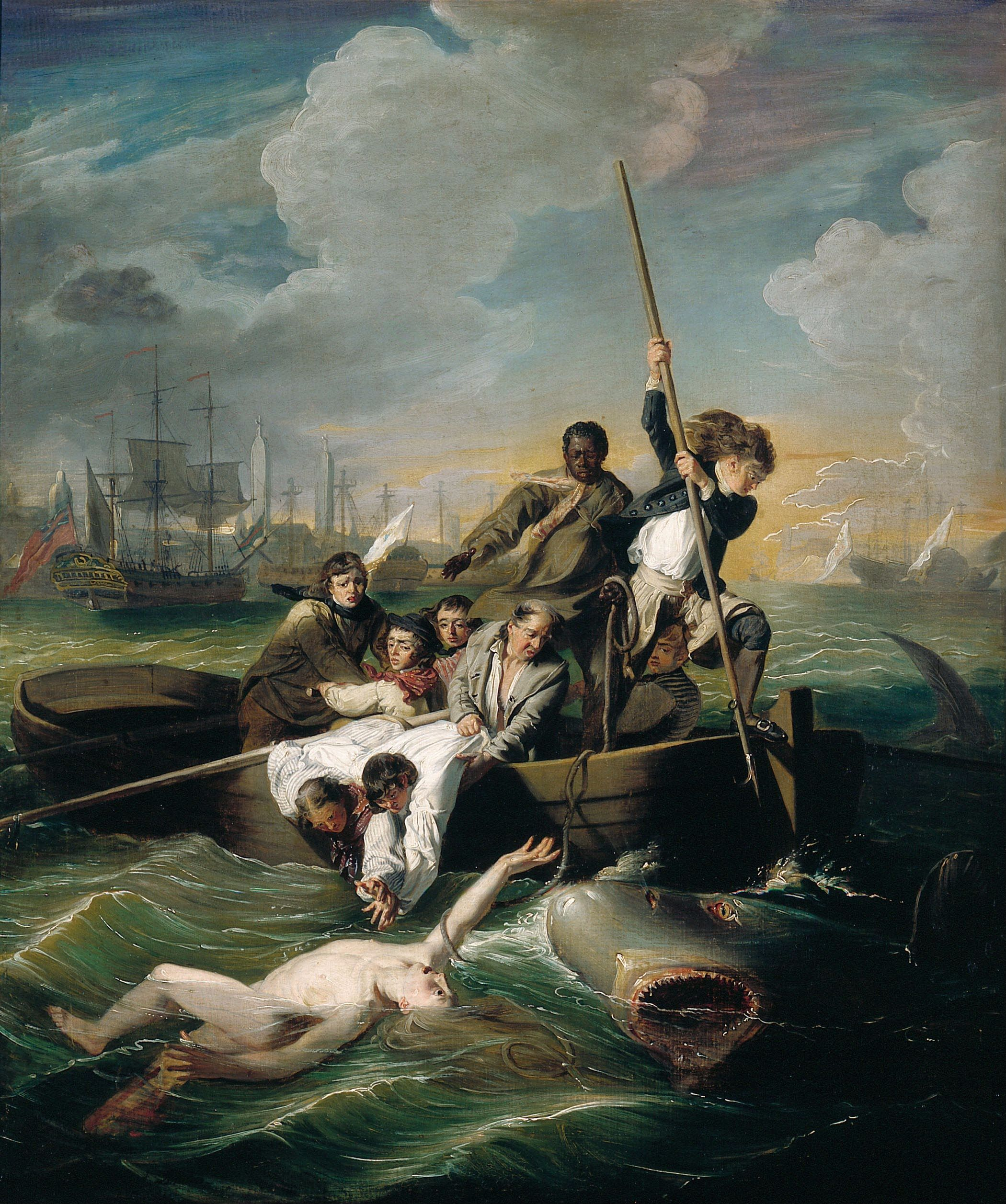
La terza versione, oggi a Detroit.

L'opera raffigura il momento esatto nel quale alcuni marinai cercano di salvare il mozzo adolescente, un giovane nudo e dai capelli lunghi, mentre un altro cerca di colpire con un arpione lo squalo, che è vicinissimo al malcapitato e spalanca le sue fauci minacciose. Il dipinto è romanticizzato: il dettaglio cruento della ferita è nascosto sotto le onde, anche se nell'acqua c'è un pochino di sangue. La figura di Watson è basata sul Gladiatore Borghese, di Agasia di Efeso, conservato al Louvre. Delle altre influenze evidenti sono l'arte rinascimentale e la statua antica del Laocoonte ed i suoi figli, che Copley potrebbe aver visto a Roma. Probabilmente Copley fu influenzato anche dalla Morte del generale Wolfe di Benjamin West e dalla popolarità crescente della pittura romantica.
La composizione dei soccorritori nella barca richiama il Giona gettato in mare di Pietro Paolo Rubens e sia la Pesca miracolosa rubensiana che il dipinto omonimo di Raffaello. Le espressioni facciali richiamano molto quelle della Conférence de M. Le Brun sur l'expression générale et particulière di Charles Le Brun, un'opera influente pubblicata nel 1698; i volti presentano una gamma di emozioni, dalla paura al coraggio. Vari elementi della composizione furono cambiati man mano che il dipinto procedeva. Le analisi ai raggi infrarossi mostrano che il vecchio nostromo in origine era un giovane, e degli studi preparatori rivelano che il marinaio nero nella parte posteriore della barca, che è anche il soggetto della Testa di un negro di Copley, dipinta nello stesso periodo, era stato concepito in origine come un uomo bianco con dei capelli lunghi e al vento.
Copley non visitò mai l'Avana, ed è probabile che non avesse mai visto uno squalo, tantomeno uno che attaccava una persona. Egli potrebbe aver raccolto dei dettagli del porto dell'Avana dalle stampe e dalle illustrazioni dei libri: egli raffigurò il castello del Morro sullo sfondo, a destra. Lo squalo è meno convincente e presenta delle caratteristiche anatomiche che gli squali non possiedono, come le labbra, gli occhi che richiamano più quelli di una tigre e l'aria che esce dalle "narici" dell'animale.